# Moacir Claudino Pinto
Moacyr Claudino Pinto da Silva známý jako Moacyr nebo Moacir (* 18. květen 1936, São Paulo) je bývalý brazilský fotbalista. Nastupoval především na postu záložníka.
S brazilskou fotbalovou reprezentací vyhrál mistrovství světa roku 1958, byť na závěrečném turnaji nenastoupil. Brazílii reprezentoval v 6 zápasech, v nichž dal 2 góly.
V roce 1962 se stal s Peñarolem Montevideo mistrem Uruguaye, v roce 1966 s Barcelonou Guayaquil mistrem Ekvádoru. Jednu sezónu strávil též v argentinském River Plate. V Brazílii působil v dresu Flamenga.